# Hey, hey, hey, Taxi!
Hey, hey, hey, Taxi! ist ein Kinderbuch von Saša Stanišić mit Illustrationen von Katja Spitzer. Es erschien 2021 im mairisch Verlag. Stanišić entwickelte die Geschichten gemeinsam mit seinem Sohn Nikolai. 2024 erschien der Folgeband Hey, hey, hey, Taxi! 2, bei dem Nikolai Stanišić als Mitautor genannt ist. Die kurzen Geschichten handeln jeweils von einer ungewöhnlichen Fahrt mit einem Taxi.

## Hintergrund
Hey, hey, hey, Taxi! ist Saša Stanišićs erstes Kinderbuch. Stanišić zufolge entstand die erste Taxigeschichte spontan während der Feier seines 40. Geburtstags und entwickelte sich bald zu einer Familientradition als Gutenachtgeschichte für seinen Sohn Nikolai. Stanišić erzählte die Geschichten zunächst in seiner Muttersprache Bosnisch. Gemeinsam entschieden sie, welche Geschichten ins Deutsche übersetzt und veröffentlicht werden. Für den zweiten Band hat Nikolai Stanišić drei Geschichten selbst geschrieben und las auch zwei kürzere Geschichten für die Hörbuchaufnahme.

## Inhalt
Hey, hey, hey, Taxi! enthält 28 kurze Geschichten. Jede Geschichte beginnt mit den Worten „Hey, hey, hey, ich steige in ein Taxi …“, gefolgt von einer Erzählung über die Taxifahrt: Mal verwandelt sich das Taxi oder besteht aus Käse, mal ist die Taxifahrerin eine Maus oder eine kurzhalsige Giraffe, mal fährt das Taxi zum Mond oder ins Mittelalter. Jede Geschichte endet damit, dass der Erzähler nach Hause zu seinem Kind zurückkehrt.
Hey, hey, hey, Taxi! 2 besteht aus 17 Geschichten. Zentrale Figuren des ersten Buchs wie der Zwerg namens Fieberthermometer und der mysteriöse Taxifahrer Odjo Odjo kommen auch in Hey, hey, hey, Taxi! 2 wieder vor. Die Geschichten sind im Durchschnitt länger als die des ersten Buchs, und auch ihre Komplexität nahm zu, entsprechend dem Alter von Nikolai, der bei Erscheinen des ersten Bandes sechs, bei Erscheinen des zweiten Buches neun Jahre alt war. So wird das erste Buch ab vier Jahren, das zweite ab sechs Jahren empfohlen.

## Rezeption
Judith von Sternburg zeigte sich in der Frankfurter Rundschau begeistert von Stanišić als Kinderbuchautor. Sie lobte die ungewöhnlichen Figuren und kreativen Wortschöpfungen und betonte das „Generationenverbindende der Literatur“, das dieses Buch zum Ausdruck bringt. Tilman Spreckelsen lobte in der FAZ das von „entfesselte[r] Phantasie und Humor“ getragene Buch und Stanišićs Art, für Kinder nicht einfacher, sondern anders zu erzählen, woraus ein großer Respekt für das junge Publikum spreche. Bettina Hartz hielt in der Frankfurter Allgemeinen Sonntagszeitung das Buch dagegen für zu unstrukturiert und zu ironisch für kleine Kinder. Sie warf die Frage auf, ob es sich nicht in Wirklichkeit um ein Buch für Erwachsene handele und Stanišić durch sein Schreiben für die erwachsenen Vorlesenden seine kindliche Zielgruppe aus den Augen verloren habe. Die Arbeitsstelle für Kinder- und Jugendmedienforschung der Universität zu Köln wies dagegen darauf hin, dass das Kind des Autors an der Entstehung der Geschichten beteiligt war, und stellte fest: „[D]er kindliche Nonsense wirkt wunderbar echt.“ Tobias Becker sah in seiner Rezension im SPIEGEL eine wichtige Funktion für Erwachsene: Das Buch sei „eine Schule der Fantasie“ für Eltern, denn es helfe ihnen beim kreativen Geschichtenerzählen. Auch in der Jurybegründung des Deutschen Jugendliteraturpreises hieß es: „Mit diesem Vorlesebuch erleben wir Fabulierkunst par excellence.“ Das Buch lade „zum Miterzählen und Variieren der Sujets“ ein. Saša Stanišić berichtet, dass er viele Zuschriften von Kindern erhalte, viele davon mit eigenen Taxigeschichten.

## Adaptionen für das Theater
Eine Bühnenbearbeitung unter der Regie von Christoph Müller wurde 2021 im Theater im Marienbad uraufgeführt.
- 2021 Hey, hey, hey, Taxi!, Theater im Marienbad (Regie: Christoph Müller)
- 2022 Hey, hey, hey, Taxi!, Theater Junge Generation Dresden (Regie: Nils Zapfe)
- 2023 Hey, hey, hey, Taxi!, Moa Theater Hannover (Bühnenfassung: Nicolai Saris)
- 2024 Hey, hey, hey, Taxi!, La Grenouille Biel, zweisprachig Deutsch/Französisch, (Adaption & Inszenierung: Charlotte Huldi)

## Auszeichnungen
Hey, hey, hey, Taxi! wurde 2022 für den Deutschen Jugendliteraturpreis nominiert. Das Hörbuch erhielt 2021 den Preis der Deutschen Schallplattenkritik.

## Ausgaben
- Hey, hey, hey, Taxi! Illustriert von Katja Spitzer. mairisch Verlag, Hamburg 2021, ISBN 978-3-948722-05-0.
  - Hörbuch (gelesen vom Autor), Der Hörverlag, München 2021, ISBN 978-3-948722-06-7.
- Hey, hey, hey, Taxi! 2. Gemeinsam mit Nikolai Stanišić. Illustriert von Katja Spitzer. mairisch Verlag, Hamburg 2024, ISBN 978-3-948722-36-4.
  - Hörbuch (gelesen von den Autoren), Der Hörverlag, München 2024, ISBN 978-3-8445-5229-4.